# Macau-Pataca
Die (auch der) Pataca (auch bezeichnet als Macau-Pataca und Macauische Pataca; chinesisch 澳門圓 / 澳门圆, Pinyin Àomén Yuán, Jyutping Ou3mun2 Jyun4) ist die Währung von Macau. Eine Pataca ist in 100 Avos unterteilt.
Im Umlauf sind folgende Wertstufen:
- Banknoten: 10, 20, 50, 100, 500 und 1000 MOP
- Münzen: 10, 20 und 50 Avos, sowie 1, 2, 5 und 10 MOP

Die Pataca ist fest an den Hongkong-Dollar gebunden und damit indirekt an den US-Dollar. Im Geschäftsleben wird der Hongkong-Dollar der Pataca vorgezogen.

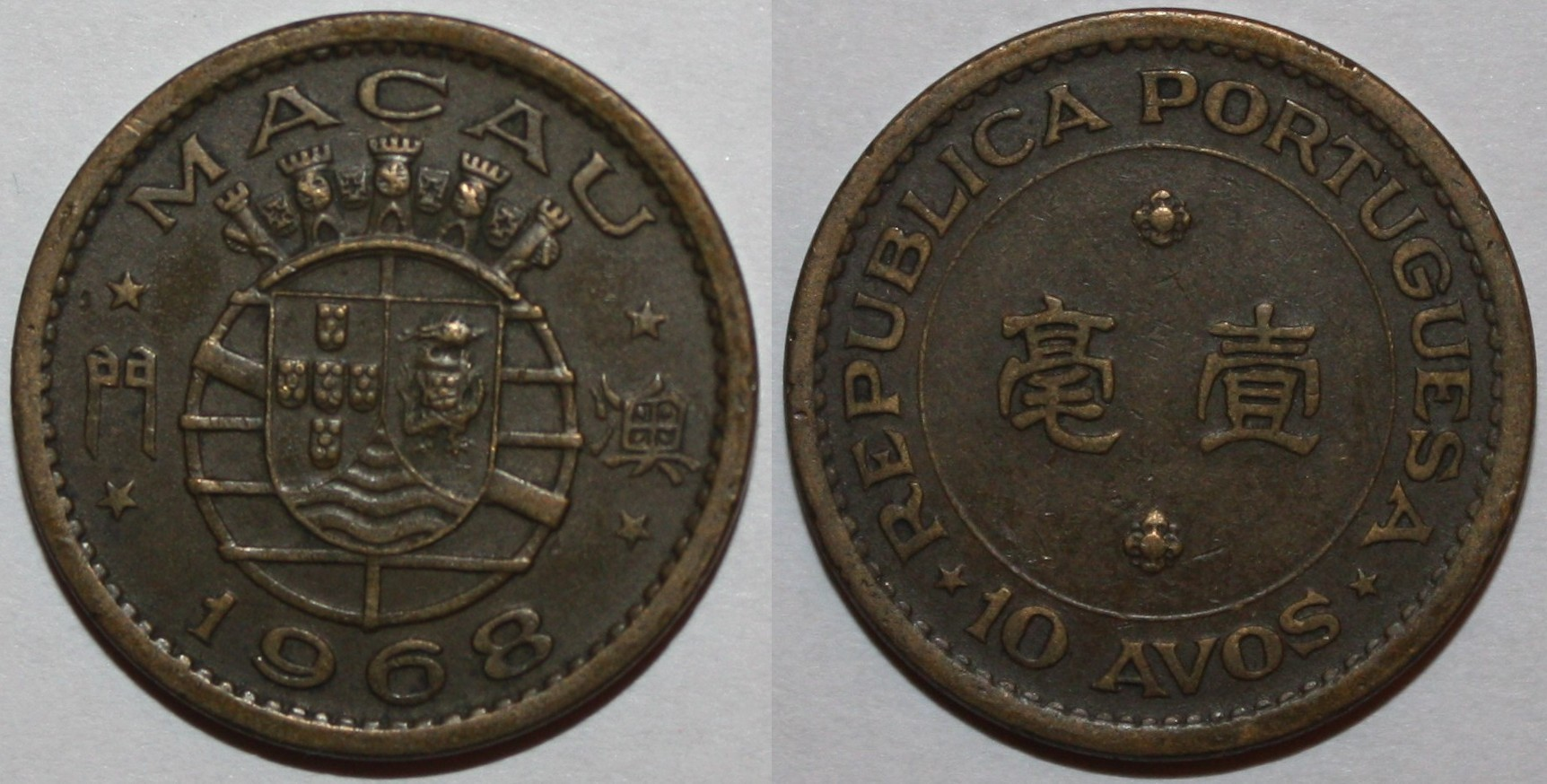
10 Avos, 1968
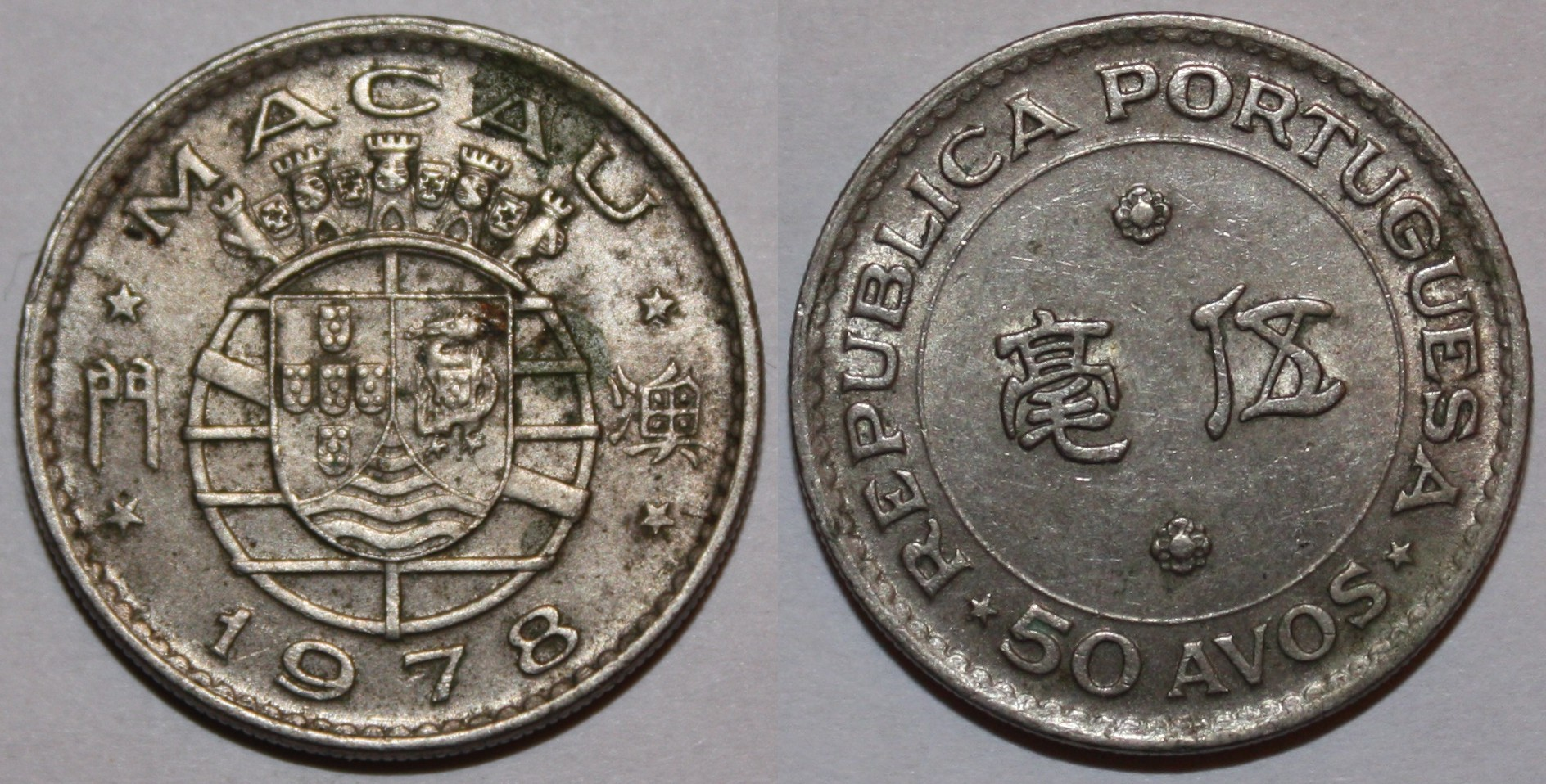
50 Avos, 1978
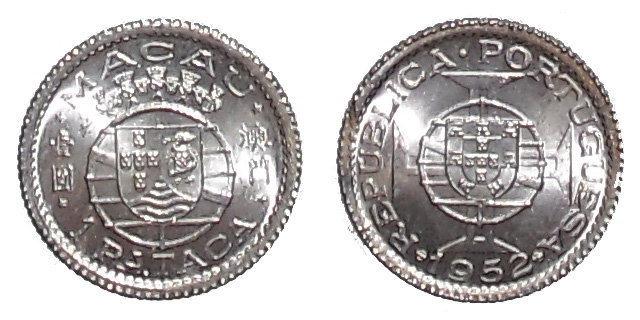
1 Pataca, 1952
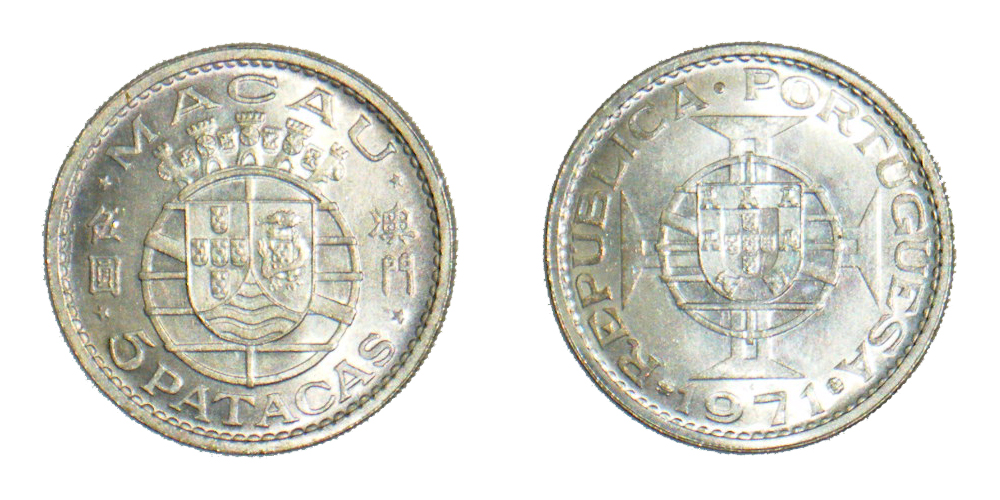
5 Pataca, 1971

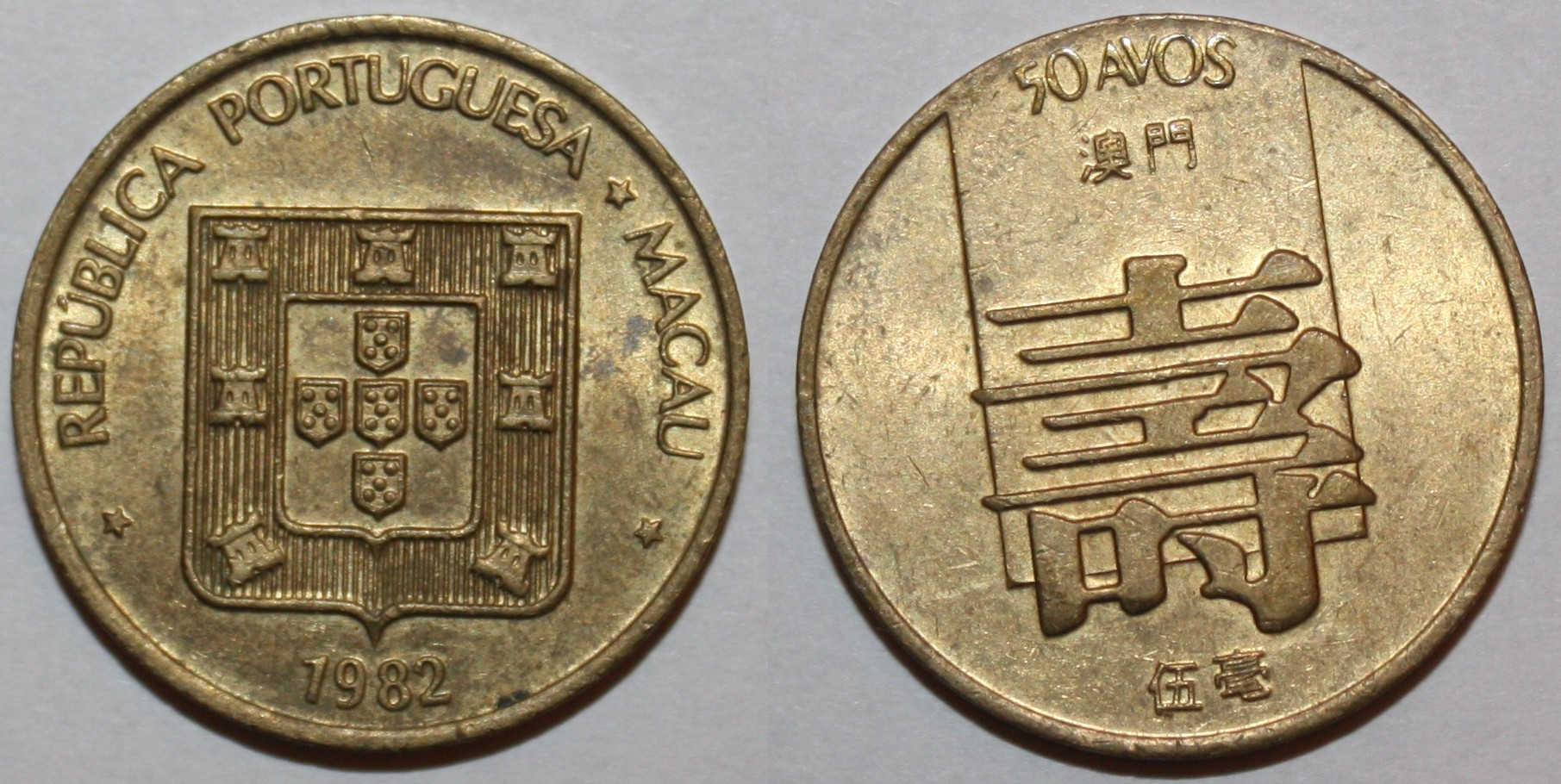
50 Avos, 1982
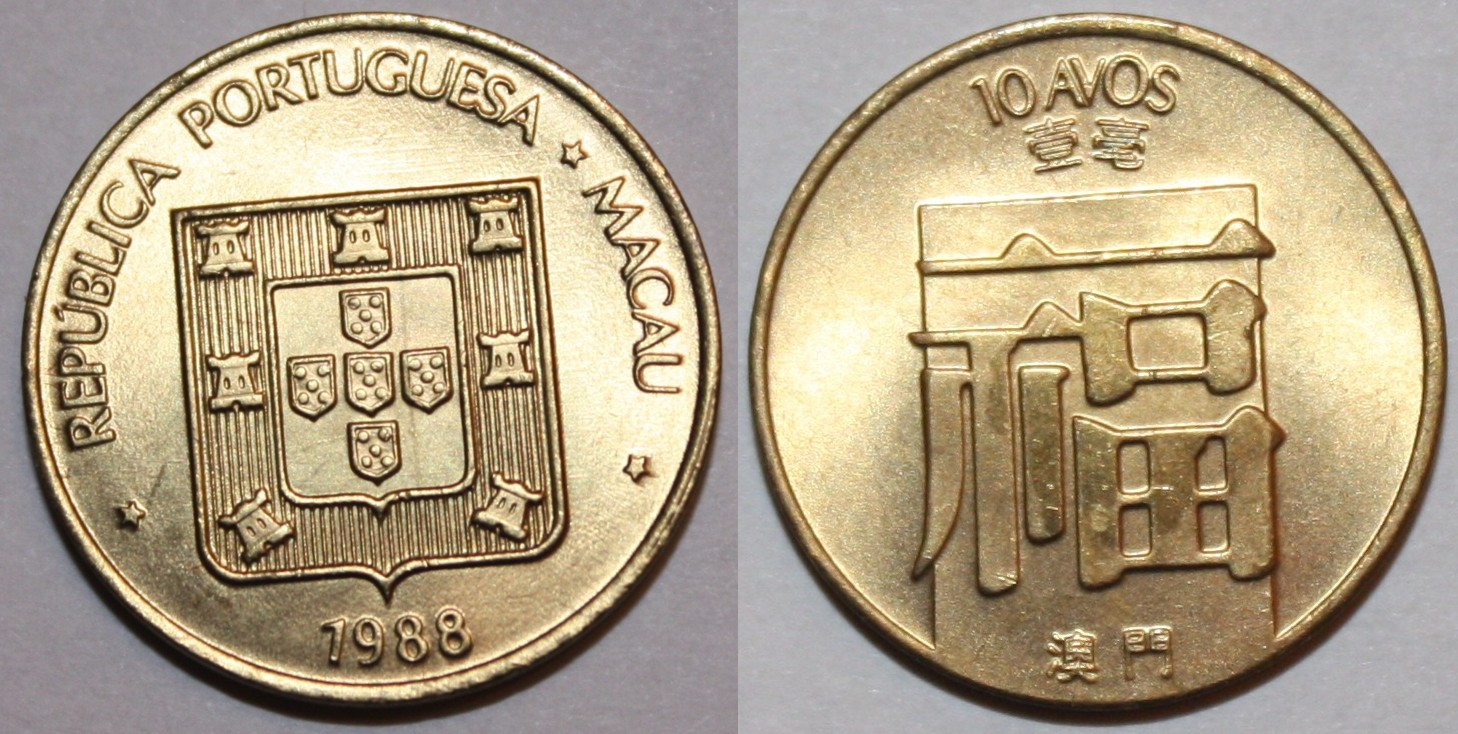
10 Avos, 1988
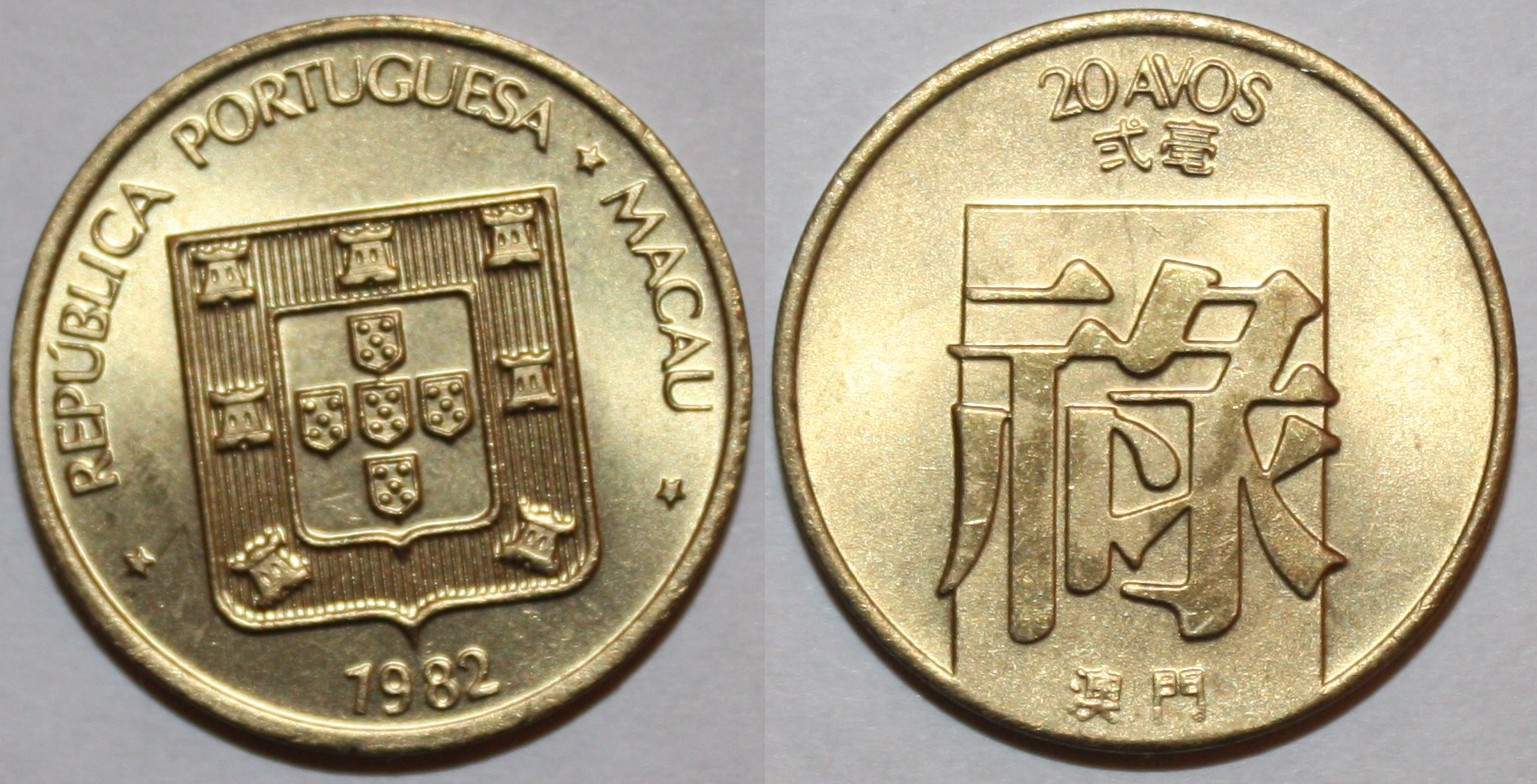
20 Avos, 1982

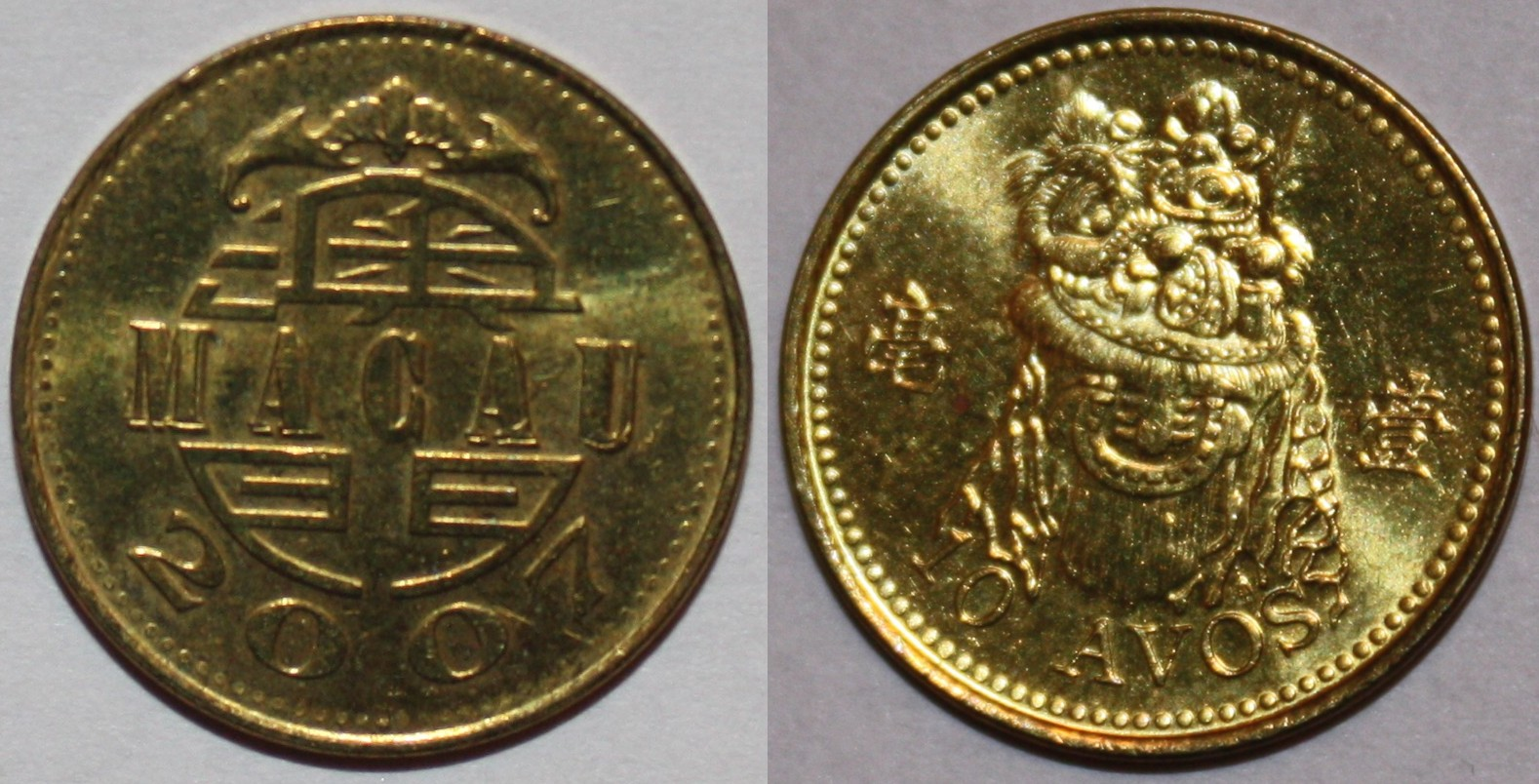
10 Avos, 2007
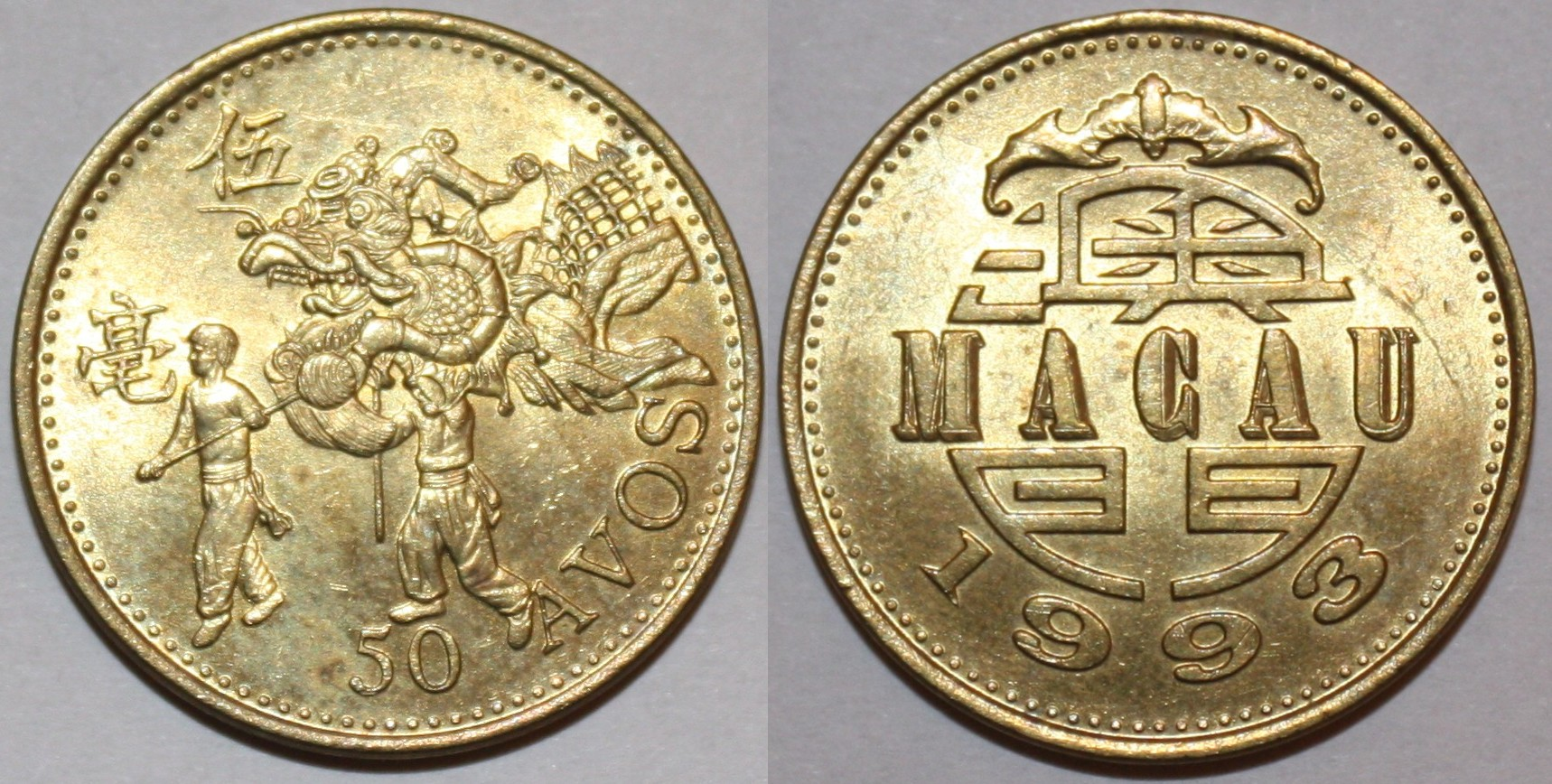
50 Avos, 1993
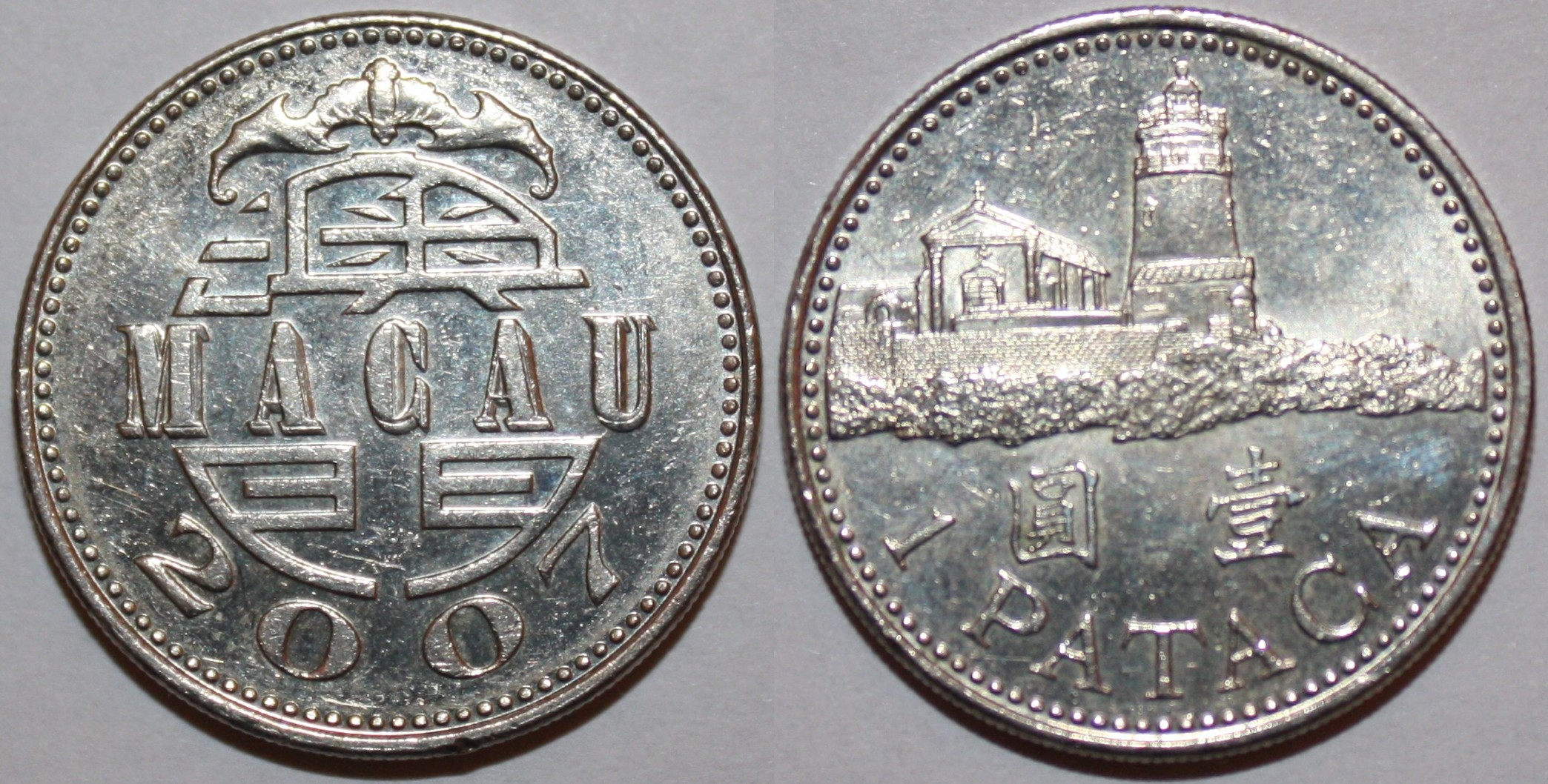
1 Pataca, 2007
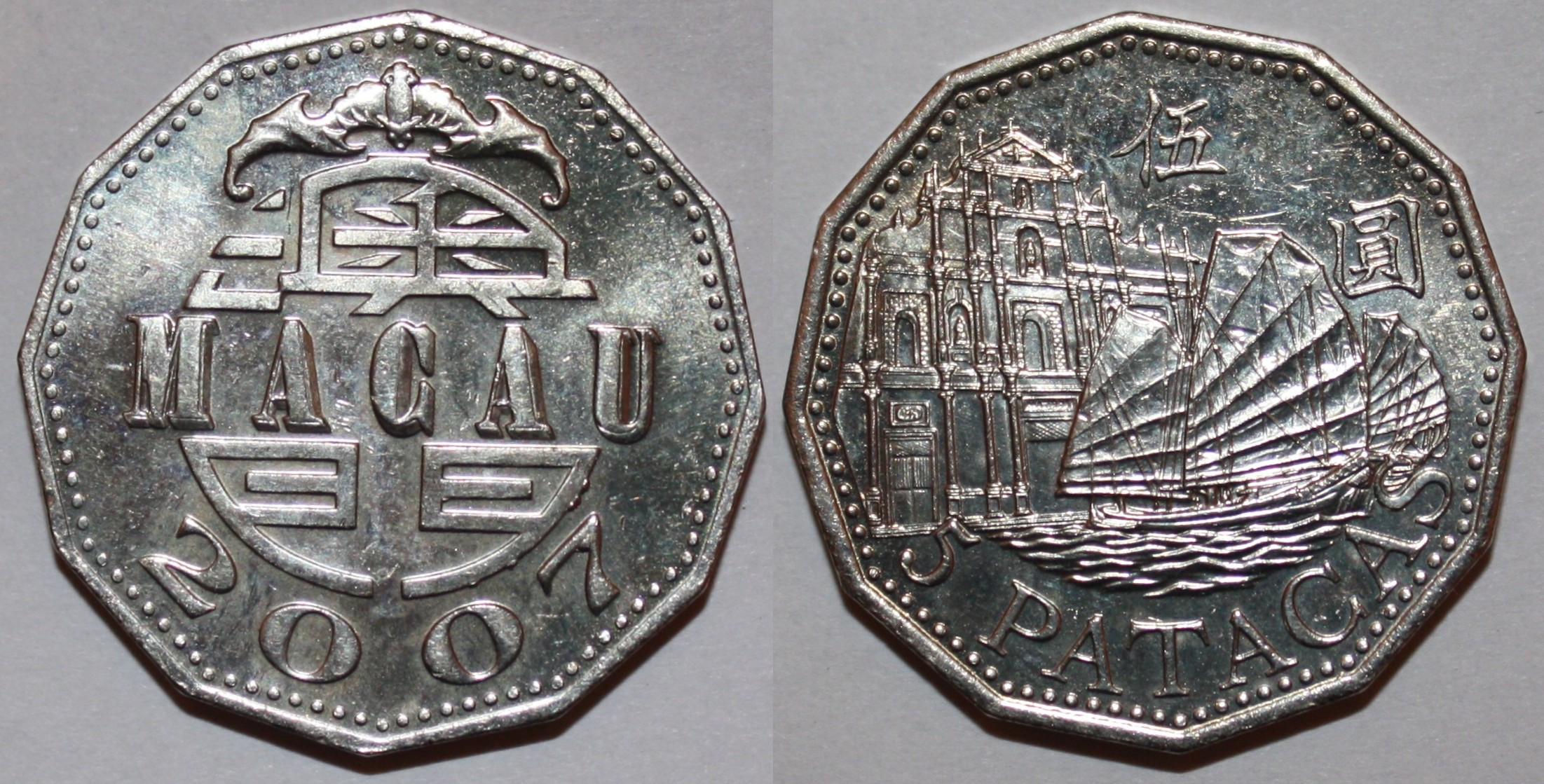
5 Pataca, 2007

## Geschichte
Im Wirtschaftsleben der portugiesischen Kolonie Macau wurde neben der britischen und chinesischen Währung 1894 der (in Portugal als Pataca bezeichnete) mexikanische Silberpeso eingeführt, der in  China weit verbreitet war. Ein Peso (Pataca) entsprach anfangs 450 portugiesischen Réis. Zunächst nur als Verrechnungseinheit bei Handel und Geldgeschäften wurde die Pataca 1901 zur offiziellen Währung Macaus. Seit 1905 gibt die portugiesische Banco Nacional Ultramarino („Nationale Überseebank“) in Lissabon Pataca-Noten aus. Seit 1995 darf auch die Banco da China (auch Bank of China) Patacas ausgeben.